# فرن الهواء الساخن

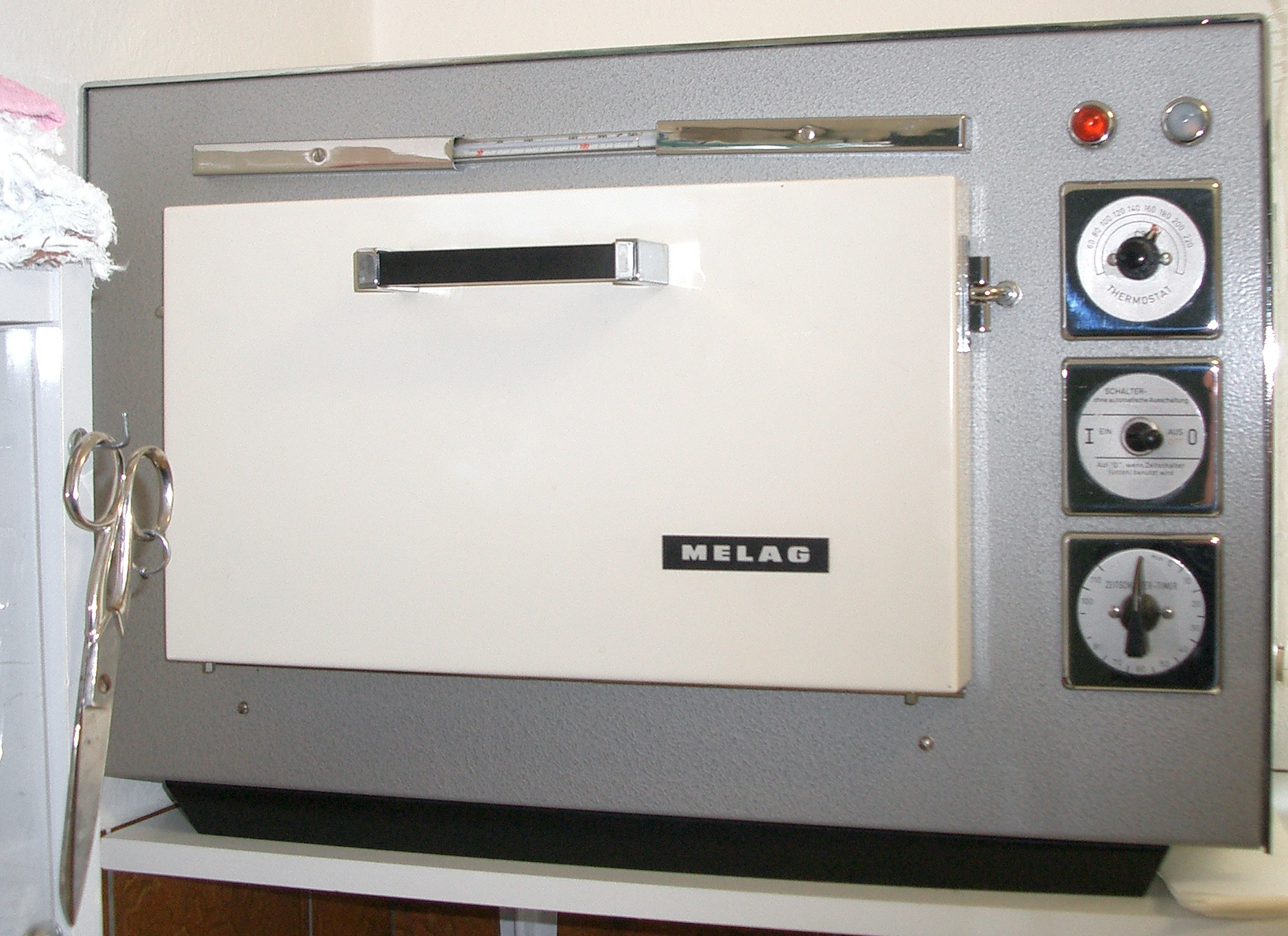
جهاز تعقيم عن طريق الهواء الساخن

أفران الهواء الساخن هي أجهزة كهربائية مستخدمة في التعقيم. الفرن يستخدم الحرارة الجافة لتعقيم المواد , عامة , يمكن تشغيلها للعمل من 50 إلى 300 درجة مئوية (122 إلى 572 درجة فهرنهايت). هناك ترموستات تتحكم في درجة الحرارة و تسيطر رقميا للحفاظ على درجة الحرارة. يوجد جداران عازلة تحافظ على الحرارة فيه وتحتفظ بالطاقة، الطبقة الداخلية عبارة عن موصل ضعيف والخارجية طبقة معدنية. وهناك أيضا فراغ هوائي بين الطبقتين للمساعدة على العزل. هناك مروحة تساعد على توزيع الحرارة. مزودة بشبكة سلكية يمكن تعديلها طبقة قصدير أو ألومنيوم ويمكن أن يكون لها على قابس تشغيل/إيقاف (محول) ،إضافة إلى مؤشرات (محول) وضوابط لدرجة الحرارة والوقت. قدرات هذه الأفران تختلف وإمدادات التيار تختلف من بلد إلى آخر,اعتمادا على الجهد والتردد (هرتز(المستخدمة. شريط حساس للحرارة أو غيرها من الأجهزة الحساسة مثل تلك التي تستخدم الجراثيم البكتيرية يمكن استخدامها للعمل على الضوابط لاختبار فعالية الجهاز في كل دورة.

## مزايا وعيوب
أنها لا تحتاج إلى الماء وليس هناك ضغط كبير في داخل الفرن ، وعلى عكس الأوتوكلاف، مما يجعلها أكثر أمانا للاستخدام. وهذا أيضا يجعل منها أكثر ملائمة لاستخدامها في المختبرات. فهي أصغر بكثير من أجهزة التعقيم ولكن يمكن أن تكون فعالة. ويمكن أن تكون أكثر سرعة من لالأوتوكلاف و أعلى حرارة مقارنة مع غيرها من الوسائل. كما أنها تستخدم الحرارة الجافة بدلا من الحرارة الرطبة، وبعض الكائنات الحية مثل البريوناتلا ، قد لا تقتل بهم في كل مرة.

## الاستخدام
دورة كاملة تنطوي على تسخين الفرن إلى درجة الحرارة المطلوبة ، والحفاظ على درجة الحرارة لفترة زمنية مناسبة لتلك الحرارة ، وإطفاء الآلة وتبريد المقالات في الفرن , مغلق الباب حتى وصولها إلى درجة حرارة الغرفة. الإعدادات القياسية للفرن الهواء الساخن هي:
- 1.5 إلى 2 ساعة في 160 درجة مئوية (320 درجة فهرنهايت)
- 6 إلى 12دقيقة على 190 درجة مئوية (374 درجة فهرنهايت)

بالإضافة إلى الوقت اللازم لتسخين الغرفة قبل بداية دورة التعقيم. إذا تم فتح الباب قبل الوقت ، تهرب الحرارة وتصبح العملية غير مكتملة. ولهذا يجب أن تكون الدورة متكررة بشكل صحيح في كل مكان.
تستخدم على نطاق واسع في تعقيم المواد التي يمكن أن تتحمل درجات الحرارة المرتفعة ولا تحترق ، مثل الأواني الزجاجية والمساحيق. الكتان يتحرق و الأدوات الحادة والجراحية تفقد الحدة الخاصة بهم.